# آرکادی سورنی
آرکادی سورنی (انگلیسی: Arkady Severny; ۱۲ مارس ۱۹۳۹ – ۱۲ آوریل ۱۹۸۰) یک خواننده اهل اتحاد جماهیر شوروی سوسیالیستی بود. او از اهالی لنینگراد بود و در زمان شوروی سابق در دهه ۷۰ اشتهار فراوانی داشت.